# Ana-Laura Portuondová
Ana-Laura Portuondová Isasiová (* 9. března 1996 Matanzas) je kanadská zápasnice – judistka kubánského původu.

## Sportovní kariéra
S judem začínala v 8 letech v Montréalu kam se s rodinou v přistěhovala z Kuby. Vrcholově se připravuje v národním tréninkovém centru INS Québec pod vedením Jérémy Le Brise a Sashi Mehmedovice. V kanadské ženské reprezentaci se pohybuje od roku 2014 v polotěžké váze do 78 kg. V roce 2015 měla v květnu po kanadském mistrovství pozitivní nález na zakázanou látku salbutamol a dostala dvouletý zákaz startu.

### Vítězství na mezinárodních turnajích
- 2015 - 1x světový pohár (Buenos Aires)

## Výsledky
| Olympijské hry          |     | — |    |    |    | X |     |  |  |  |  |  |  |  |  |  |  |  |  |  |  |
| Mistrovství světa       | —   |   | —  | —  | X  |   | úč. |  |  |  |  |  |  |  |  |  |  |  |  |  |  |
| Panamerické hry         | —   |   |    |    | X  |   |     |  |  |  |  |  |  |  |  |  |  |  |  |  |  |
| Panamerické mistrovství | —   | — | —  | 3. | 7. | X | X   |  |  |  |  |  |  |  |  |  |  |  |  |  |  |
| MS juniorů              | —   |   | 5. | 3. | X  |   |     |  |  |  |  |  |  |  |  |  |  |  |  |  |  |
| MS dorostenců           | úč. |   | 5. |    |    |   |     |  |  |  |  |  |  |  |  |  |  |  |  |  |  |